# Ethope sita
Ethope sita är en fjärilsart som beskrevs av Felder 1859. Ethope sita ingår i släktet Ethope och familjen praktfjärilar. Inga underarter finns listade i Catalogue of Life.